# Татяна Малек
Татяна Мария (на немски: Tatjana Maria) е професионална тенисистка от Германия.
Тя започва да тренира тенис на 4-годишна възраст по настояване на своите родители. През 2001 г., стартира своята професионална кариера с мачове от официалния календар на Международната тенис федерация (ITF).
В професионалната си кариера, немската тенисистка печели 7 титли на сингъл от ITF-календара. Първата ѝ титла датира от 30.07.2006 г., когато побеждава чешката си опонентка Сандра Захлавова в двусетов мач с резултат 6:4, 6:3. В мачовете на двойки, Татяна Мария реализира 4 титли от ITF-календара.
На 20.07.2009 г., Татяна Мария играе своя първи финален мач на двойки в турнир, част от календара на Женската тенис асоциация (WTA). Заедно със своята сънародничка Андреа Петкович тя бива надиграна от чешкия дует Андреа Хлавачкова и Луцие Храдецка с резултат 2:6, 2:6.
На 17.10.2010 г. заедно с френската си партньорка Ирена Павлович печелят титлата на двойки от турнира във френския град Жу ле Турс, където във финалната среща надделяват над представителката на домакините Стефани Коен-Алоро и алжирската тенисистка Селима Сфар с резултат 6:4, 5:7, 10:8.
На 14.09.2009 г. Мария регистрира своето най-добро класиране на сингъл в ранглистата на световния женски тенис с достигането до 64-та позиция.